# Federální města Ruské federace
Ruská federace je rozdělena na 85 administrativních subjektů, z nichž tři jsou federální města (rusky Города федерального значения Российской Федерации, Goroda federalnogo značenija Rossijskoj federacii). Z administrativního hlediska jde o města, která jsou postavena na stejnou úroveň jako ruské oblasti. Jsou to především Moskva a Petrohrad, tedy dvě největší a politicko-kulturně nejvýznamnější města celého Ruska, jež tento status mají již od roku 1931 (tehdy ovšem pod jiným názvem), ještě z dob Sovětského svazu. V březnu 2014 k nim přibyl krymský Sevastopol, o jehož připojení k Ruské federaci se na mezinárodní úrovni vedou spory a většina světových států je neuznává.
| Číslo na mapě | Kód SPZ | ISO Kód | Město      | vlajka | znak | Federální okruh | Ekonomická oblast | Rozloha (km2) | Počet obyvatel    |
| ------------- | ------- | ------- | ---------- | ------ | ---- | --------------- | ----------------- | ------------- | ----------------- |
| 1             | 77      | MOW     | Moskva     |        |      | Centrální       | Centrální         | 1 081         | 12 111 194 (2014) |
| 2             | 78      | SPE     | Petrohrad  |        |      | Severozápadní   | Severozápadní     | 1 439         | 5 131 967 (2014)  |
| 3             | 92      | (není)  | Sevastopol |        |      | Jižní           | Severokavkazská   | 864           | 379 200           |